# 신민요
신민요(新民謠)는 대한민국의 음악 장르로 1920년대 중후반 유학을 다녀온 음악가들이 3박자 계통의 서양 음악인 왈츠와 전통 민요를 혼합해 '신민요'를 만들었다. 1930년대 초반부터 민요풍으로 창작된 가요들이 유성기 음반을 통해 유포되고 신민요 스타 가수가 탄생하면서 신민요가 대중가요의 한 장르로 자리잡았다. 태평양전쟁 이후 시들해지다가 1960년대와 1970년대까지 대중가요의 한 갈래로 존재했으나, 1970년대 이후에는 쇠퇴하였다. 1970년대 이후에는 신민요 대신 국악가요라는 표현이 등장해서 국악의 하위 양식 또는 대중가요의 한 갈래로 존재하였다. 대표적인 신민요 가수로 김용환, 박단마, 황금심, 조백조, 이규남, 백난아,김부자 등이 있다.